# Companhia Constança Toggenburg
A Companhia Constança Toggenburg - a Bodensee Toggenburg Bahn (BT), em alemão - é uma emprese de caminhos de ferro  Suíça .
A companhia explora desde 1910 uma linha de caminho de ferro de bitola normal, 1,435 m, que liga Romanshorn  Turgóvia , São Galo  São Galo , Herisau  App.R.Ext. e voltar ao cantão de  São Galo para chegar a  Wattwil
Em 1912 houve uma prolongação até Ebnat-Kappel e Nesslau-Krummenau, num terreno muito acidentado, o que necessitou a construção de 92 túneis e 35 pontes. A linha foi electrificada em 1931.
Foi em 2001 que a companhia fusionou com a antiga SOB e foi assim criada a nova Companhia do Sudoeste

## História
Havia necessidade de ligar a Wädenswil, nas margens do Lago de Zurique com a comuna de Einsiedeln e se bem que os trabalhos tivessem começado em 1871, foi só em 1877 que a linha foi inaugurada, mas devidos aos vários problemas financeiros porque tinha passado a companhia, as comunas compraram o material rolante que conservaram até 1887.
Depois da construção da Linha do Gotardo, era urgente fazer a ligação com aquela  linha e por isso foi criada a SOB em 1889. Depois que os CFF puseram em circulação a linha que ligava Rapperswil a Wattwil era possível imaginar uma colaboração com a Companhia Constança Toggenburg e assim de ligar Lucerna com o Lago de Constança. Para um intercâmbio mais eficaz entre as companhias elas electrificaram-se em 1393/41.  